# Rodrigues

Lägeskarta.

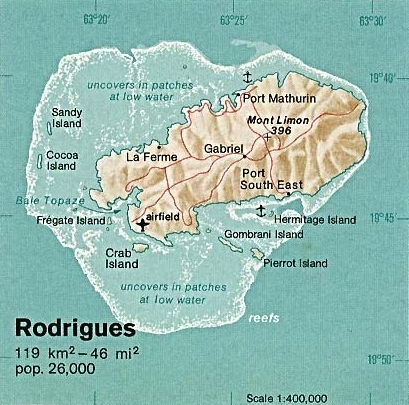
Karta över Rodrigues.

Rodrigues flagga.

Rodrigues är den minsta ön i ögruppen Maskarenerna i Indiska oceanen. Ön tillhör Mauritius och ligger cirka 560 kilometer öster om denna. Cargados Carajos ligger cirka 550 km nordväst om Rodrigues och Agalegaöarna ligger cirka 1300 km nordväst om ön.

## Historik
Ön har fått sitt namn efter den portugisiske upptäcktsresanden Diogo Rodrigues.

## Geografi
Ön har en yta på 109 km², och dess högsta punkt är 355 meter över havet. Huvudstaden heter Port Mathurin. Ön hade cirka 40 000 invånare år 2006. Den har en flygplats. 